# Losari (Ampelgading)
Losari is een bestuurslaag in het regentschap Pemalang van de provincie Midden-Java, Indonesië. Losari telt 4726 inwoners (volkstelling 2010).